# Josh Culbreath
Joshua Culbreath, detto Josh (Norristown, 14 settembre 1932 – Cincinnati, 1º luglio 2021), è stato un ostacolista statunitense.

## Biografia
All'apice della carriera vinse la medaglia di bronzo nei 400 metri ostacoli ai Giochi olimpici di Melbourne 1956.

## Palmarès
| Anno | Manifestazione  | Sede      | Evento   | Risultato | Prestazione | Note |
| ---- | --------------- | --------- | -------- | --------- | ----------- | ---- |
| 1956 | Giochi olimpici | Melbourne | 400 m hs | Bronzo    | 51"6        |      |